# Акатуйская каторжная тюрьма
Акатуйская каторжная тюрьма — существовала с 1832 года по 1917 год в 625 км от Читы при Акатуйском руднике Нерчинского горнозаводского округа, в селе Новый Акатуй Нерчинского горного округа.

## История
В начале существования причиной заключения в Акатуйскую тюрьму были рецидивные преступления со стороны каторжан и ссыльнопоселенцев (в основном убийства, но также грабежи, бандитизм, фальшивомонетничество). Это обстоятельство обуславливало особо строгий режим содержания заключённых.
Труд каторжан (в основном уголовных) использовался на добыче свинцово-серебряных руд. Из политических заключённых в XIX веке в Акатуйской тюрьме содержался декабрист М. С. Лунин, участники польских восстаний 1830-31 и 1863-64, в 1870-е — 1880-е — народники.
В 1889 г. сооружены новые корпуса, рассчитанные на 104 узника. Фактически их число было больше, например в 1909 г. в тюрьме содержались 225 чел. После закрытия Карийской каторги в 1890 году в Акатуй перевели 110 узников. Акатуйская тюрьма стала основной политической каторгой.
В 1890 г. в Акатуйскую тюрьму заключили лиц, осужденных по делу о вооружённом протесте политических ссыльных в Якутске. С 1906 г. сюда стали попадать участники революции 1905—1907 (например, матросы с транспортного корабля «Прут», М. Спиридонова, И. Ф. Голованов, меньшевик, депутат II-ой думы).
В 1911 году преобразована в женскую каторжную тюрьму. Здесь до 1917 года содержалась Фанни Каплан, стрелявшая в 1918 году в В. И. Ленина. Сама каторга летом 1917 года упразднена, все постройки разрушены.

## В художественной литературе
- «Заблудшие» — роман Дениса Гербера
- «Оливия Лэтам» — роман Этель Лилиан Войнич
- «Сла́вное мо́ре — привольный Байка́л»[4] - стихи Дмитрия Павловича Давыдова, послужившие основой для народной песни[5]

## В культуре
- «Славное море — священный Байкал» — русская песня от имени безымянного узника, сбежавшего с Акатуйской каторги, основанная на стихотворении Д. П. Давыдова
- «Кандальная» — песня Александра Розенбаума.